# Musée d'Art de La Nouvelle-Orléans
Le musée d'Art de La Nouvelle-Orléans (New Orleans Museum of Art) appelé également NOMA, est un musée d'art moderne situé en Louisiane, à La Nouvelle-Orléans, aux États-Unis. Il fut fondé en 1911. C'est le plus important musée, et aussi le plus ancien de la ville.
Il est situé en centre-ville, dans les environs de Carrollton Avenue et Esplanade Avenue.
Il s'étend sur plus de 20 000 m2 sans compter les jardins.

## Quelques peintres dans les collections
- William Bouguereau.
- Albert-Ernest Carrier-Belleuse.
- James Coignard.
- André Derain.
- Jean Dufy.
- Jean de Gaigneron.
- Arnaud d'Hauterives